# الشروق (عين العرب)
الشروق  قرية سوريّة تتبع إداريّاً لمحافظة حلب منطقة عين العرب ناحية مركز عين العرب، بلغ تعداد سكانها 156 نسمة حسب التعداد السكاني لعام 2004.